# Orlen

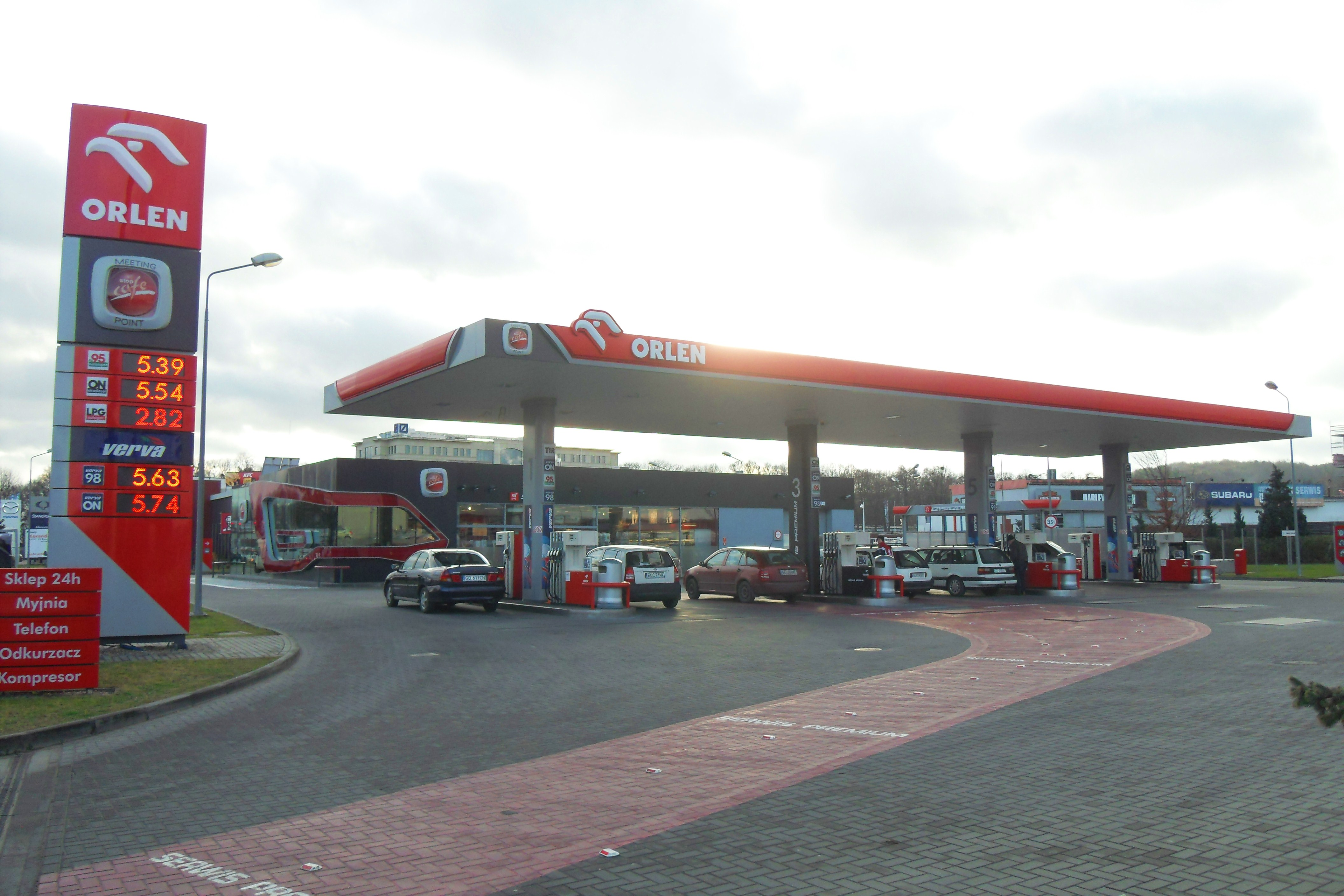
Автозаправний комплекс Orlen у Гданську

Акціонерне товариство «Польський нафтовий концерн „Орлен“», частіше Orlen (пол. Polski Koncern Naftowy Orlen Spółka Akcyjna)  – польська компанія, що займається нафтопереробкою та дистрибуцією паливно-мастильних матеріалів як оптом, так і через власну мережу автозаправних станцій. Найбільша польська компанія. Бренд «Orlen» з 2007 року визнається найдорожчим у Польщі, станом на 2015 рік оцінюється у понад 4,5 млрд. злотих.
Orlen є єдиною польською компанією, яка була включена до списку найбільших компаній світу журналу Fortune (398 місце у 2010 році).
27,52 відсотка акцій товариства належить державі.

## Історія
Компанія була утворена в результаті злиття Petrochemii Płock SA та державної Centralą Produktów Naftowych (центральна рада обороту нафтопродуктів), яка володіла понад 1400 автозавправними станціями та 600 бензовозами. Підприємству належать 3 НПЗ на території Польщі, 3 на території Чехії та завод Mažeikių nafta у Литві. Загальна потужність переробки нафти в трьох країнах становить до 28 млн тонн сирої нафти на рік.

### Назва
У результаті конкурсу щодо вибору назви компанії, розпочатого в кінці 1999 року, з понад 1000 пропозицій перемогла Orlen. Вона гарантувала потрібні асоціації та дозволяла легко інтерпретувати компанію. Була зареєстрована однойменна торгова марка. Слово Orlen складається зі слів ORZEŁ (пол. орел) і ENERGIA (пол. енергія).

### Логотип
Наступним кроком у створенні системи візуальної ідентичності компанії Orlen був вибір узгодженого з назвою логотипу. До конкурс щодо розроблення графічного символу були запрошені найвидатніші польські художники-графіки. Журі обрало роботу професора Генріка Чилінськєго (пол. Henryka Chylińskiego), автора логотипів «Teraz Polska» та «Польського радіо» (Polskie Radio).
Переміг знак, що зображає стилізовану голову орла. Форма нинішнього логотипу включає також нанесення слова Orlen в прямокутному полі. Візуальна ідентифікація групи виконана на основі червоного, білого, сірого і срібного кольорів.

## Діяльність

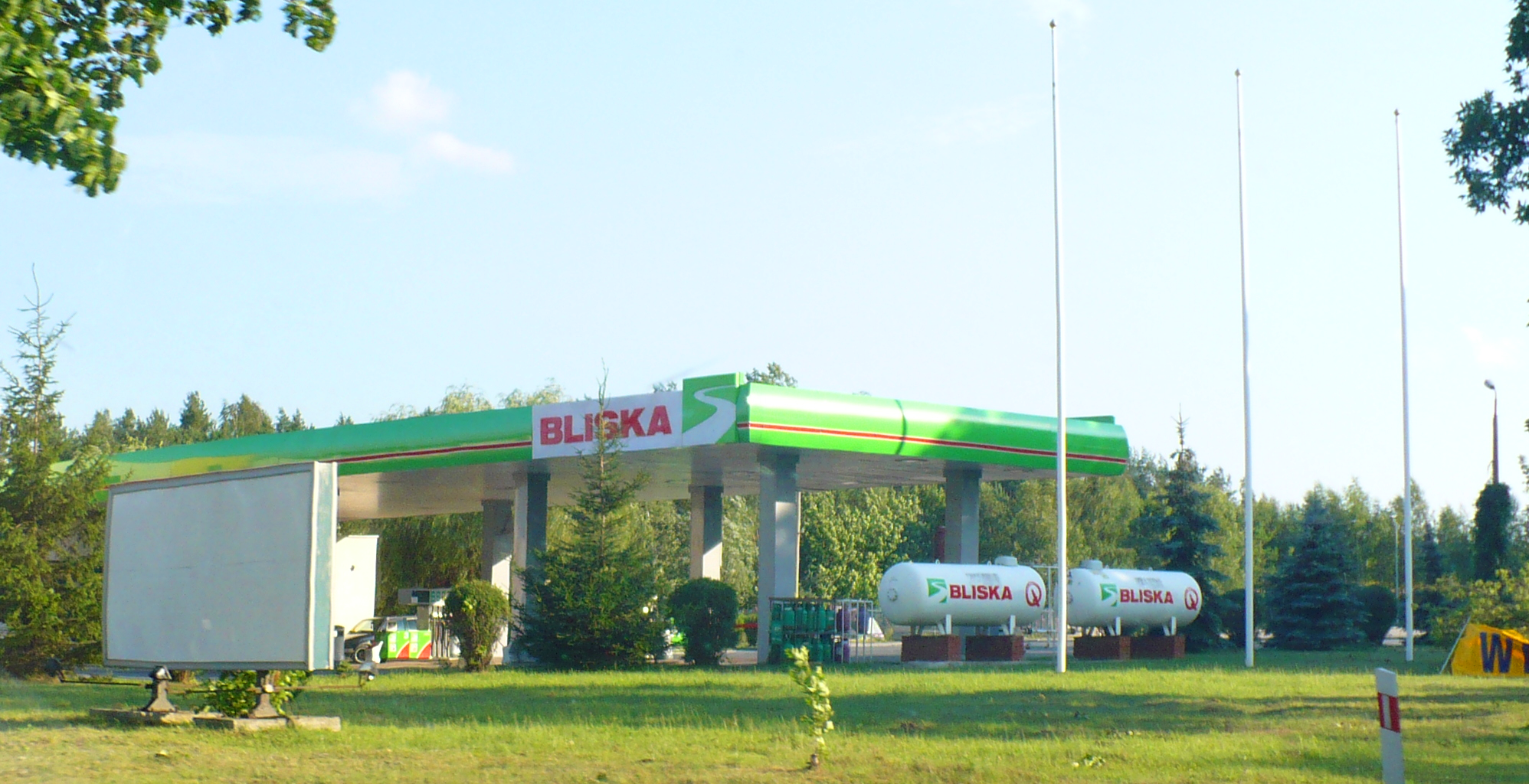
Автозаправний комплекс Bliska

Група компаній PKN Orlen розділена на 5 напрямків:
- управляюча компанія (до її складу входять відділ розвідку покладів енергоресурсів, відділ охорони та 17 інших товариств);
- департамент фінансів (страховий, фінансовий відділи, адміністрація та бухгалтерія);
- петрохімія (підприємства нафтохімічної галузі, виробництво мінеральних добрив, дослідження в галузі екології, медицини, альтернативних джерел енергії);
- нафтовий департамент (видобуток та переробка нафти);
- напрямок продажів (продаж нафтопродуктів через мережу власних автозаправних станцій, транспортування палива, продаж авіаційного пального).

Станом на 2012 рік PKN Orlen володіла мережею з приблизно 2 700 автозаправних станцій у чотирьох країнах: Польщі, Німеччині, Чехії та Литві.

### Польща
У Польщі компанія володіє 1 700 АЗС під брендами:
- понад 1 200 станцій «Orlen» — преміум АЗС, яка пропонує великий вибір палива; у її складі зазвичай є міні-маркет з кафе під бредом Stop Cafe, Stop Cafe Bistro, або Star Cafe; автомобільна мийка;
- понад 400 станцій «Bliska» — станція економ-класу.

### Німеччина
У Німеччині PKN Orlen представлена з 2003 року і володіє понад 560 автозаправними станціями під брендом «Star».

### Чехія
У Чехії PKN Orlen працює з 24 травня 2005 року, коли компанія придбала холдинг Unipetrol. Відтоді компанія володіє понад 330 АЗС у країні, а також трьома на території Словаччини, які діють під маркою «Benzina» i «Benzina Plus».

### Литва
26 травня 2006 компанія підписала угоду з ЮКОСом на придбання нафтопереробного заводу Mažeikių nafta, а також мережі з 30 АЗС. 9 червня 2006 Orlen отримав дозвіл від уряду Литви на придбання державної частки заводу. У вересні 2009 року PKN Orlen володів 35 АЗС у Литві, на частку яких припадало 5 відсотків ринку. 24 з них працювали під брендом «Orlen Lietuva» (преміум) і 11 «Ventus» (економічні).